# Pfarrkirche Neustift im Stubaital

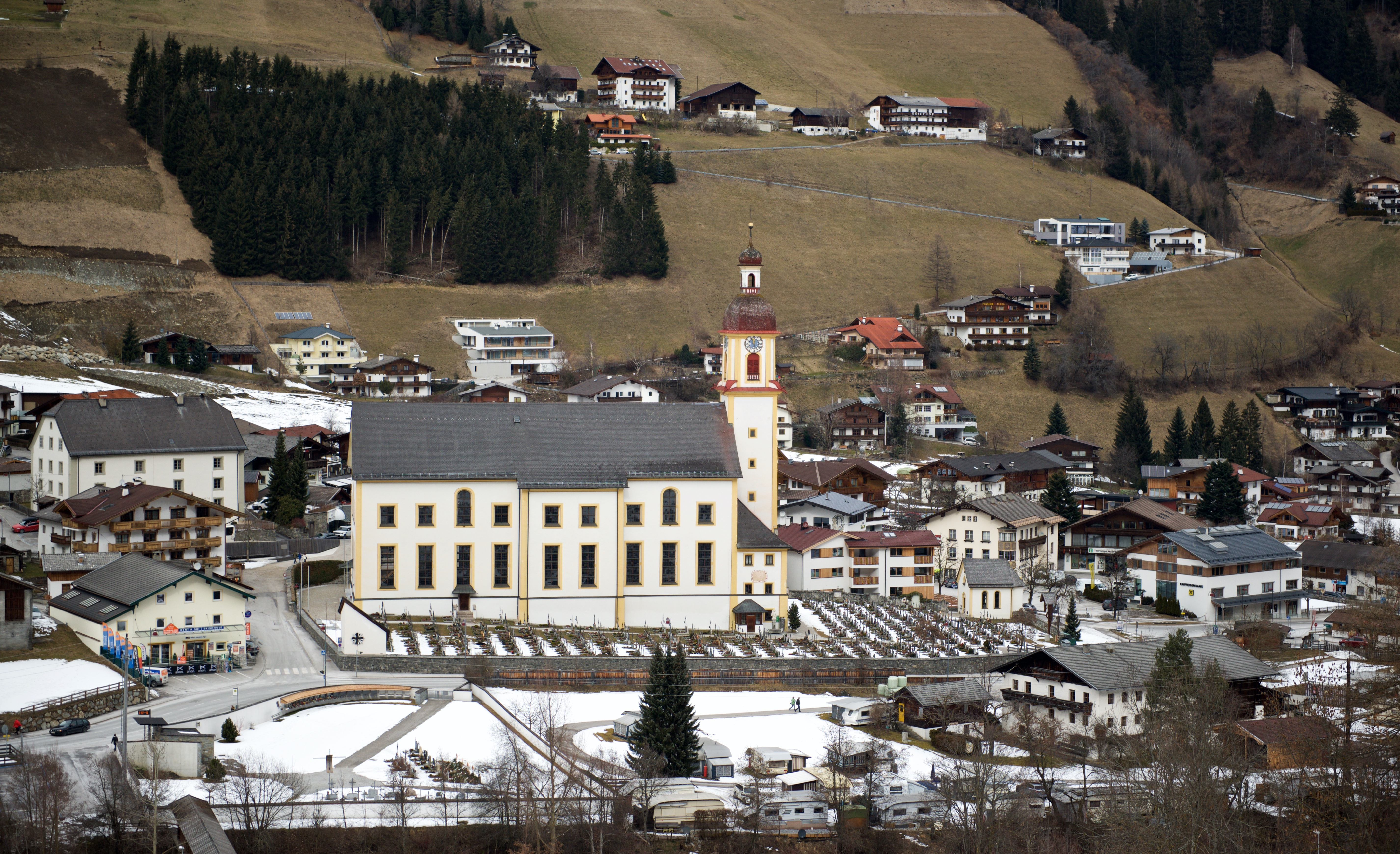
Katholische Pfarrkirche hl. Georg in Neustift im Stubaital

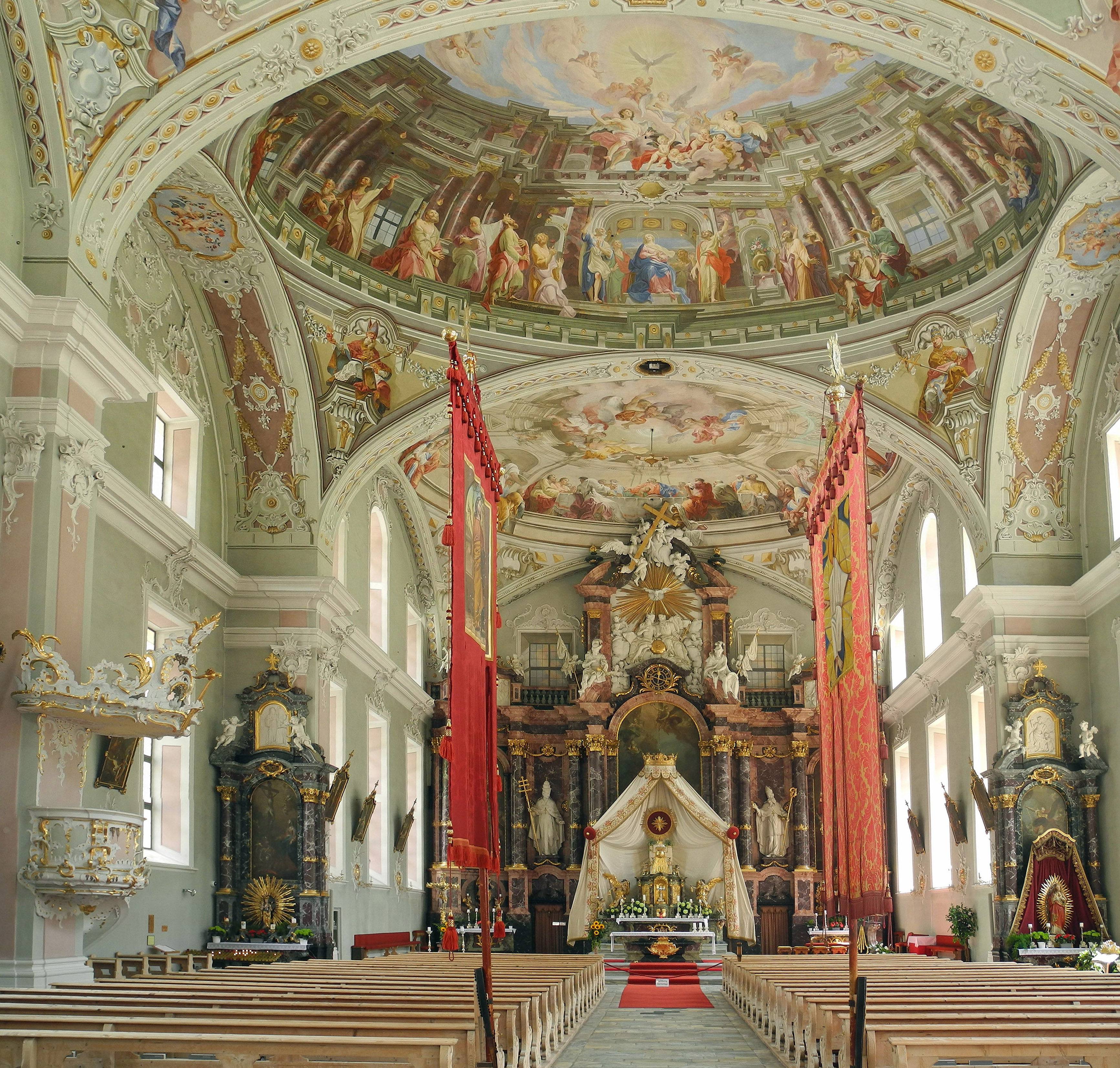
Langhaus, Blick zum Chor

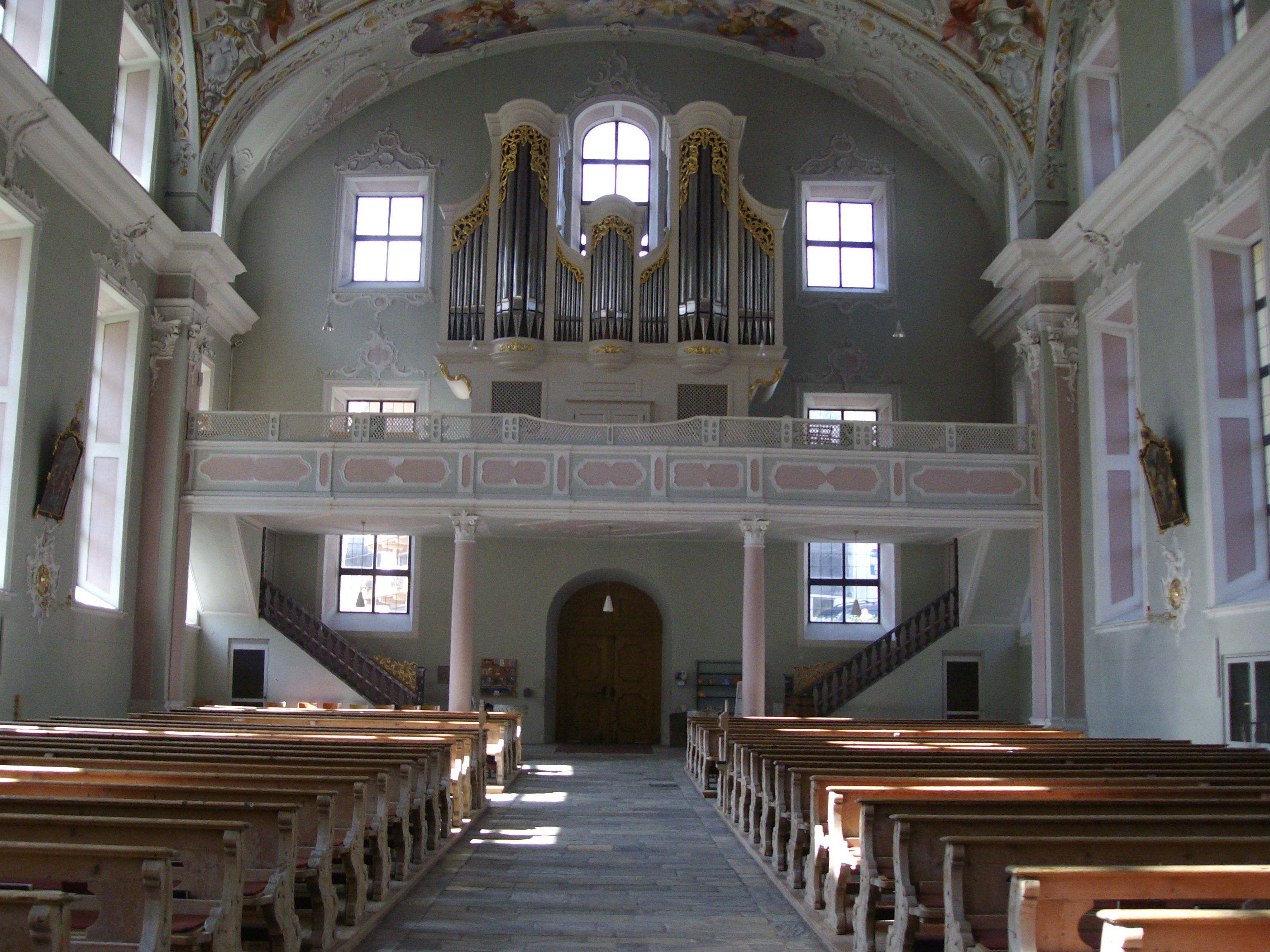
Langhaus, Blick zur Orgelempore

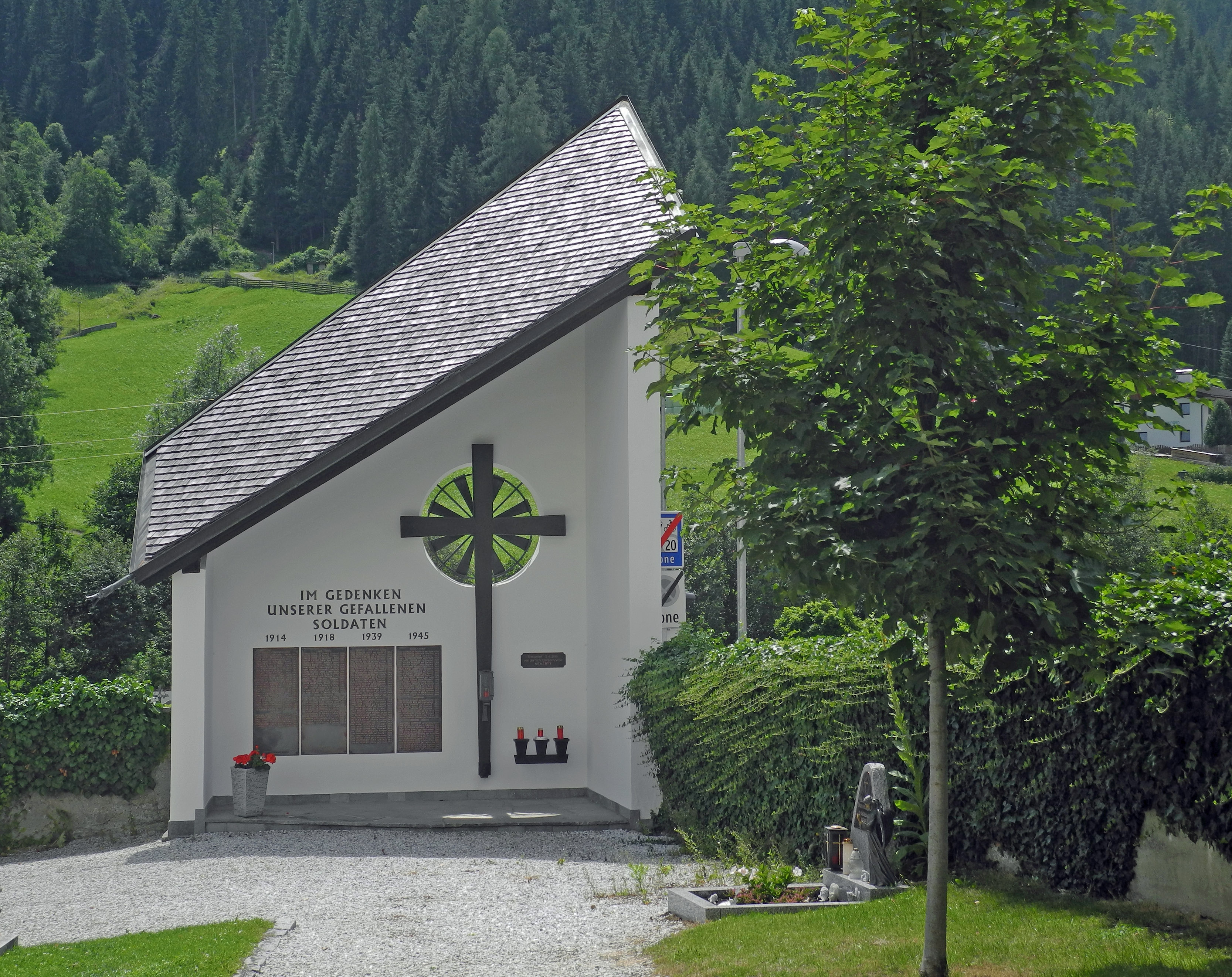
Kriegergedächtniskapelle von Clemens Holzmeister 1922 mit einem Fresko von Ignaz Stolz

Die Pfarrkirche Neustift im Stubaital steht von einem Friedhof umgeben am nordöstlichen Ortsrand in der Gemeinde Neustift im Stubaital im Bezirk Innsbruck-Land in Bundesland Tirol. Die dem Patrozinium hl. Georg unterstellte römisch-katholische Pfarrkirche gehört zum Dekanat Matrei am Brenner in der Diözese Innsbruck. Die Kirche und der Friedhof stehen unter Denkmalschutz ().

## Geschichte
Urkundlich wurde 1516 eine Kapelle geweiht. Von 1768 bis 1774 wurde nach den Plänen von Franz de Paula Penz erbaut und 1780 geweiht. 1891 wurde die Kirche zur Pfarrkirche erhoben.

## Architektur
Der mächtige von weitem sichtbare Kirchenbau mit einem Ostturm ist von einem Friedhof umgeben.
Der barocke und für eine Dorfkirche ungewöhnlich große dreijochige Saalbau hat einen geraden Schluss. Das Kirchenäußere zeigt sich profan schmucklos längsseitig mit neun Fensterachsen. Das Langhaus hat drei Portale, im Norden, Süden und Westen. Der Turm östlich am Chor ist in mehrere Anbauten eingeschlossen, er hat segmentbogige Schallöffnungen und trägt eine Haube mit Laterne.
Das Kircheninnere zeigt einen einheitlich gestalteten dreijochigen großen Saal, das mittlere Joch ist verbreitert und mit einer Flachkuppel überwölbt, das Chor- und Westjoch sind mit böhmischen Kappen überwölbt, die korbbogigen Gurtbögen ruhen auf Wandpfeilern mit Pilastervorlagen. Das kurze westliche Emporenjoch ist mit einer Stichkappentonne überwölbt, die Empore steht auf korinthischen Säulen. Die je drei rechteckigen Jochfenster haben über einem durchlaufenden Gesims Oberlichtfenster.
Den sparsamen Rokoko-Stuck schuf Sauter bzw. Jakob Philipp Santer. Die Deckenfresken schufen mehrere Maler, das Bild Pfingstfest in der Mittelkuppen malte Josef Anton Zoller 1772, das Bild Versammlung der Heiligen um die Dreifaltigkeit in der Westkuppel und das Bild Engelskonzert im Emporenjoch malte Joseph Haller 1772, das Bild Letztes Abendmahl in der Ostkuppel malte Joseph Keller, die Vier Kirchenväter in den Pendentifs malte Franz Altmutter.

## Ausstattung
Der Hochaltar und die zwei Seitenaltäre wurden durch eine die gesamte Ostwand einnehmende spätbarocke Altararchitektur zu einer Schauwand zusammengeführt, im säulengegliederten Hauptgeschoß sind drei Altarblätter Verklärung des hl. Georg 1773, hl. Josef auf Wolken, hl. Wendelin auf Wolken, gemalt von Carl Henrici um 1773/1775, die Skulpturen der Heiligen Gregor und Augustinus, Sebastian und Florian, Dreifaltigkeit sowie Verkündigungsreliefs schufen die Bildhauer Johann Perger und Urban Klieber.
Die Beichtstühle tragen Figuren von Franz Serafikus Nißl.
Das Orgelgehäuse mit Intarsien schuf Ignaz Franz Wörle 1773, das Prospekt hat eingefügte Leinwandbildern mit Szenen aus dem Leben des hl. Philippus Benitius, das Orgelwerk schuf Karl Reinisch 1923 unter Verwendung einiger Register von Wörle.